# 香坂きの
香坂 きの（こうさか きの、1988年12月15日 - ）は、フリーランスで活動している日本のモデラー、タレント。プラモデルや工具塗料のメーカーなどの広告塔となり、情報を発信している。イベントや店頭での塗装実演やMCなども担当している。

## 来歴・人物
岐阜大学医学部看護学科を卒業後に看護師として働くが、プラモデルとの出会いをきっかけに退職し、プラモデルアイドルとしてプラモデルを広める活動を開始する。
当初は模型メーカーとの繋がりもなく、プラモデルに関する楽曲を歌うことで活動をしていた。ライブ会場に自作のプラモデルを持ち込み、作品展示を行っていた。
接着剤の硬化速度を早める「アルテコスプレープライマー」を題材に、模型工具を散りばめた恋の歌「恋のアルテコ」をリリース。「株式会社アルテコ」に楽曲を提出し、許可を取ったのが初めて模型メーカーとの関わりを持った出来事であった。
その後「株式会社ゴッドハンド」の営業担当の目に留まり、アルティメットニッパーの萌え擬人化キャラクター・ニパ子の初代コスプレイヤーとして「ワンダーフェスティバル2014〔冬〕」でコンパニオンを務めた。その縁か翌年2015年2月8日に『ニパ子』イメージソング『S・P・N』をリリース。同日開催の「ワンダーフェスティバル2015〔冬〕」にて販売した。
2015年4月1日、「株式会社フジミ模型」の宣伝大使に就任。スケールモデルの世界にも進出した。
当時居住していた名古屋市でも模型イベントを開きたいと、著名モデラーやメーカーを呼んだトークショー、作品展示会『もとてんナゴヤ』を主催。
2016年5月12日発売の『月刊少年サンデー』に掲載されたガンプラを題材とした漫画『ガンプラ戦記 ジャブローズ・スカイ』にキャラクターとして起用。ガンプラアイドル「香阪きのこ」という名前をもじられたキャラクターで、主人公「桜庭陸人」の対戦相手として登場する。
2018年8月19日、ダイバーシティ東京にオープンした「ガンダムベース東京」のガンプラの先生に就任。「マイスター香坂」という名前が使われている。

## 出演

### テレビ番組
- 雨上がりのやまとナゼ?しこ（朝日放送）
- イッポウ（CBCテレビ）
- 採掘！ビットガールズ（TOKYO MX） - 準レギュラー
- 釣りはじめます！（釣りビジョン、2018年）

### テレビアニメ
- ポチっと発明 ピカちんキット（テレビ東京） - 第26話実写パート